# Christian Wiener
Ludwig Christian Wiener (* 7. Dezember 1826 in Darmstadt; † 31. Juli 1896 in Karlsruhe) war ein deutscher Mathematiker, Physiker und Philosoph, bekannt für seine Erklärung der Brownschen Bewegung, die ihn als geschickten Experimentator auswiesen. Hauptsächlich befasste er sich mit Geometrie.

## Leben und Werk
Wiener war der Sohn eines Richters und studierte ab 1843 Architektur und Ingenieur-Fächer an der Universität Gießen. Nach der Staatsprüfung wurde er 1848  Lehrer (für Physik, Hydraulik, Mechanik und darstellende Geometrie) an der höheren Gewerbeschule (später Polytechnikum) in Darmstadt.
1850 promovierte er in Mathematik in Gießen (Bestimmte Lösung der Aufgabe über die Vertheilung eines Drucks auf mehr als drei Stützpunkte), ging dann nach Karlsruhe zu weiterem Studium des Maschinenbaus bei Ferdinand Redtenbacher, kehrte kurz nach Gießen zurück und wurde 1852 Professor für darstellende Geometrie an der TH Karlsruhe (damals Polytechnikum), was er bis zum Ende seiner Karriere blieb.
1884 bis 1887 erschien sein damals weit verbreitetes Lehrbuch der Darstellenden Geometrie, das auch die Geschichte des Fachs behandelt und Genauigkeitsabschätzungen geometrischer Konstruktionen bringt. In Karlsruhe stellte er auch verschiedene mathematische Modelle her, unter anderem der kubischen Fläche mit 27 reellen Geraden (Clebsche Diagonalfläche). Seine Modelle, die teilweise auf Anregung von Alfred Clebsch hergestellt wurden, wurden damals auch international ausgestellt.
Wiener erklärte die 1828 durch den englischen Botaniker Robert Brown entdeckte Brownsche Bewegung, der Zitterbewegung kleiner suspendierter Teilchen in Flüssigkeiten, als Folge der Molekülbewegungen der Flüssigkeit. Wiener konnte durch Experimente zeigen, dass die Ursache weder in Temperaturschwankungen noch in chemischen Reaktionen oder sogar (wie noch Brown annahm) in biologischen Ursachen lag. Auch Verdunstung, wechselseitige Anziehung und Abstoßung der suspendierten Teilchen oder mechanische Ursachen beim Aufsetzen des Tropfens und andere Möglichkeiten schloss er aus. Wiener konnte aber zeigen, dass die Zitterbewegung zunahm, je kleiner die suspendierten Teilchen waren.
Als angewandter Mathematiker befasste er sich auch mit dem Problem, einem Labyrinth zu entkommen (1873), befasste sich mit Kartographie, untersuchte die Möglichkeit, bei Porträt-Gemälden geometrisch die Blickrichtung zu bestimmen, und andere Themen der Malerei. Außerdem schrieb er philosophische Werke.
Sein Sohn Hermann Wiener war ebenfalls Mathematiker, der bei seinem Vater studierte und auch zeitweise dessen Assistent war. Zu seinen Studenten zählt auch sein Neffe Alexander von Brill.

## Ehrungen
1888 wurde er zum Mitglied der Deutschen Akademie der Naturforscher Leopoldina gewählt.

## Schriften
- Lehrbuch der darstellenden Geometrie, 2 Bände, Teubner, Leipzig 1884, 1887, online auf archiv.org: Band1, Band 2
- Die ersten Sätze der Erkenntniß, insbesondere das Gesetz der Ursächlichkeit und die Wirklichkeit der Außenwelt, Berlin, Lüderitz 1874
- Die Freiheit des Willens, Darmstadt, Brill 1894
- Die Grundzüge der Weltordnung, Leipzig, Winter 1863, auf google.books hier
- online auf archiv.org: Über Vielecke und Vielflache, Teubner 1864